# Kundenmonitor Deutschland

Kundenmonitor Deutschland

Kundenmonitor Deutschland ist eine branchenübergreifende Benchmarking-Studie zur Kundenorientierung im deutschen Business-to-Consumer Markt, die seit 1992 jährlich von der Service Barometer AG erhoben wird. Im Mittelpunkt der Untersuchung stehen die einzelnen Aspekte der Kundenzufriedenheit und die Qualität der Kundenbeziehung sowie deren Auswirkung auf die Kundenbindung.
Seit Beginn der Messung im Jahr 1992 wurden über den Kundenmonitor Deutschland über 80 Branchen der Branchengruppen Handel, Finanzdienstleistungen, Infrastruktur, Reise und Verkehr, Medien sowie Logistik untersucht. Das Branchenset variiert, Kernbranchen werden jährlich erhoben. Die Befragungen erfolgen dabei nicht auf Initiative einzelner Unternehmen, sondern im Rahmen eines unabhängigen Forschungsprojektes. Der Befragte gibt das in der jeweiligen Branche von ihm am häufigsten genutzte Unternehmen an und wird im Anschluss zu diesem befragt.

## Ziele des Projektes
- Herausstellen der Bestleistungen für brancheninternes und branchenübergreifendes Benchmarking
- Aufzeigen der Kundenwahrnehmung in einzelnen Qualitätsbereichen zur schnellen und flexiblen Anpassung der Angebote
- Bereitstellung von repräsentativen Kennziffern zur Kundenorientierung für Führungskräfte aus Marketing, Vertrieb, Controlling und Qualitätsmanagement
- Steigerung der Kundenzufriedenheit und Kundenbindung in Deutschland zum Ausbau der Wettbewerbsfähigkeit